# Félix Janlet
Félix Janlet (Brussel, 7 januari 1808 – Brussel, 28 mei 1868) was een Brusselse plafonneerder-architect die bouwde volgens de klassieke vormgeving van de achttiende eeuw.

## Biografie
Félix was de zoon van Joseph Janlet (Floreffe, 30 juni 1760 - Brussel, 28 november 1812) en Marie Agnes Lalou (Mont-Saint-Guibert, 24 juli 1765 - Brussel, 27 september 1834).
Vader Joseph werd op 29 januari 1795 (op 35-jarige leeftijd) toegelaten als poorter van de stad Brussel. Bijgevolg mocht hij vanaf die datum zijn beroep als plafonneerder in Brussel uitoefenen en werd zijn status als Brusselaar economisch haalbaar.
Zoon Félix heeft wellicht de plafonneerkunst van zijn vader geleerd, en zich naderhand bekwaamd in de architectuur.
Toen Félix ongeveer dertig was, trad hij op 15 februari 1838 in het huwelijk met de elf jaar jongere Caroline Christiaens (Brussel, 5 juni 1819,  Brussel, 22 maart 1899).
Uit deze echtverbintenis werden acht kinderen geboren, onder wie Émile Janlet (1839-1919), die later in het voetspoor van zijn vader ook architect werd.
Félix was stagemeester en werkgever van een aantal befaamde bouwmeesters:
- Van 15 mei 1843 tot 1 januari 1851 deed architect Hendrik Beyaert (1823-1894) bij hem stage.
- Vanaf 1852 was Janlet werkgever van Gustave Saintenoy (1832 - 1892). Het was in Janlets atelier dat Saintenoy kennis maakte met Beyaert.
- Van 1859 tot 1866 was Félix mentor van zijn eigen zoon: Émile. Deze laatste ontwierp in het atelier bouwplannen zonder vermelding van zijn eigen naam. Slechts vanaf 1866 trad Émile uit de anonimiteit en stond zijn naam op de ontwerpen.

Félix Janlet overleed op 28 mei 1868 en werd ter aarde besteld in een familiegraf, gelegen op de begraafplaats van Laken (perk 27, weg 6, concessie 406). Het grafmonument werd ontworpen door zijn zoon Émile.

## Werken(Selectie)
- 1859: Brussel (Vijfhoek): Brederodestraat 29. Hoekhuis met een gelijkvloers en drie verdiepingen.
- 1861: Brussel, Gulden Vlieslaan 23 en 24: Burgerhuizen.
- 1863: Sint-Gillis, Berckmansstraat 111. Woning in neoclassicistische stijl.
- 1863: Leopoldswijk te Brussel, Wetenschapsstraat 29.  Burgerhuis. De gevel is beschermd ingevolge het besluit d.d. 19 juni 1997 van de Brusselse Hoofdstedelijke regering.
- 1865: Namen (Wépion). 159 Fonds des Chênes: Openluchtportiek (thans verdwenen) van het kasteel van Drion. Gebouwd in samenwerking met Émile.